# Georg Anton von Rodenstein

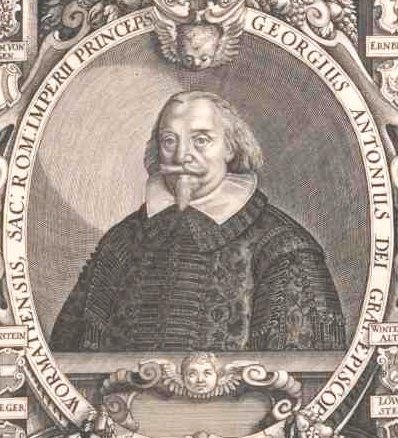
Georg Anton von Rodenstein, zeitgenössischer Stich

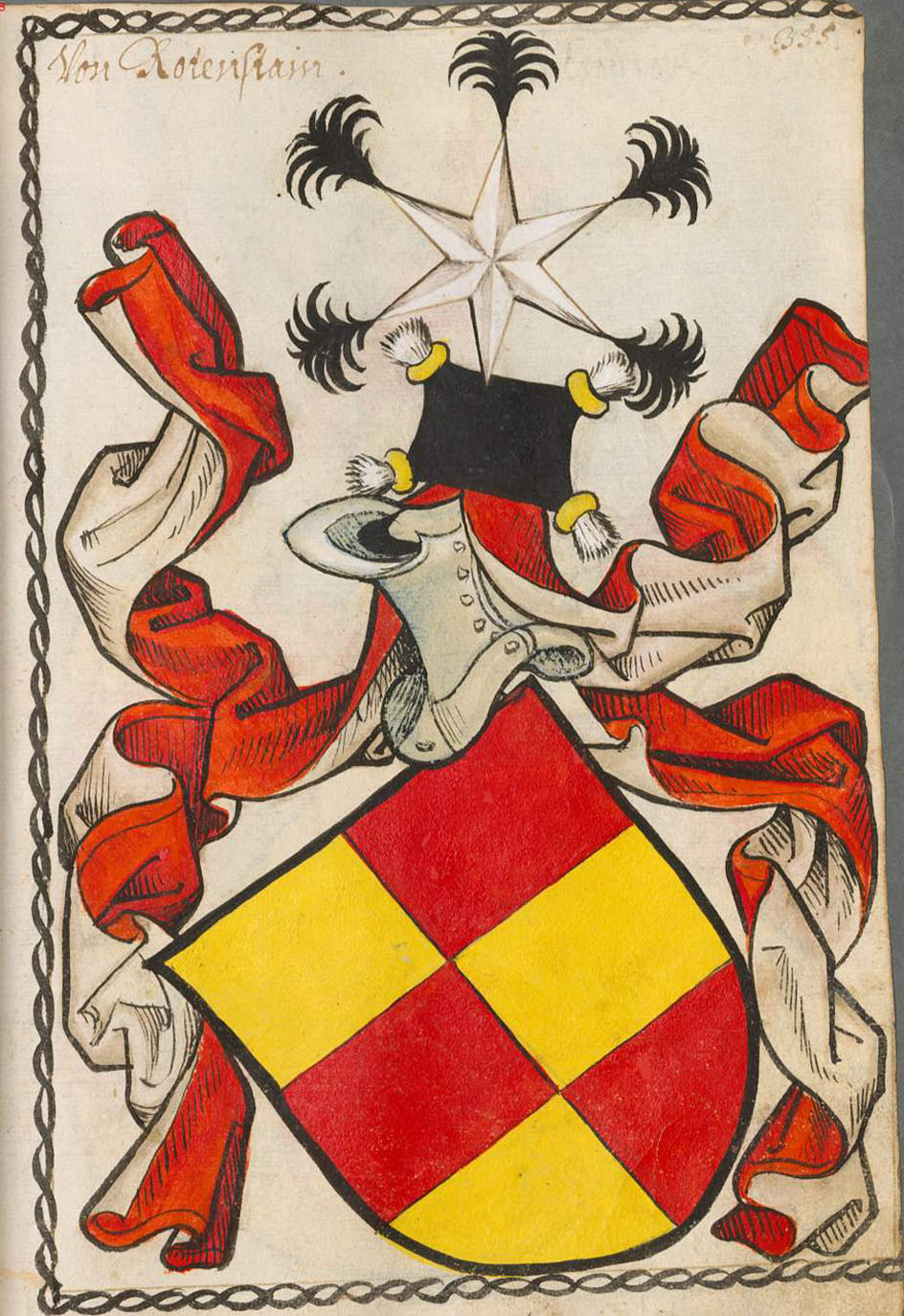
Rodensteiner Wappen im Scheiblerschen Wappenbuch.

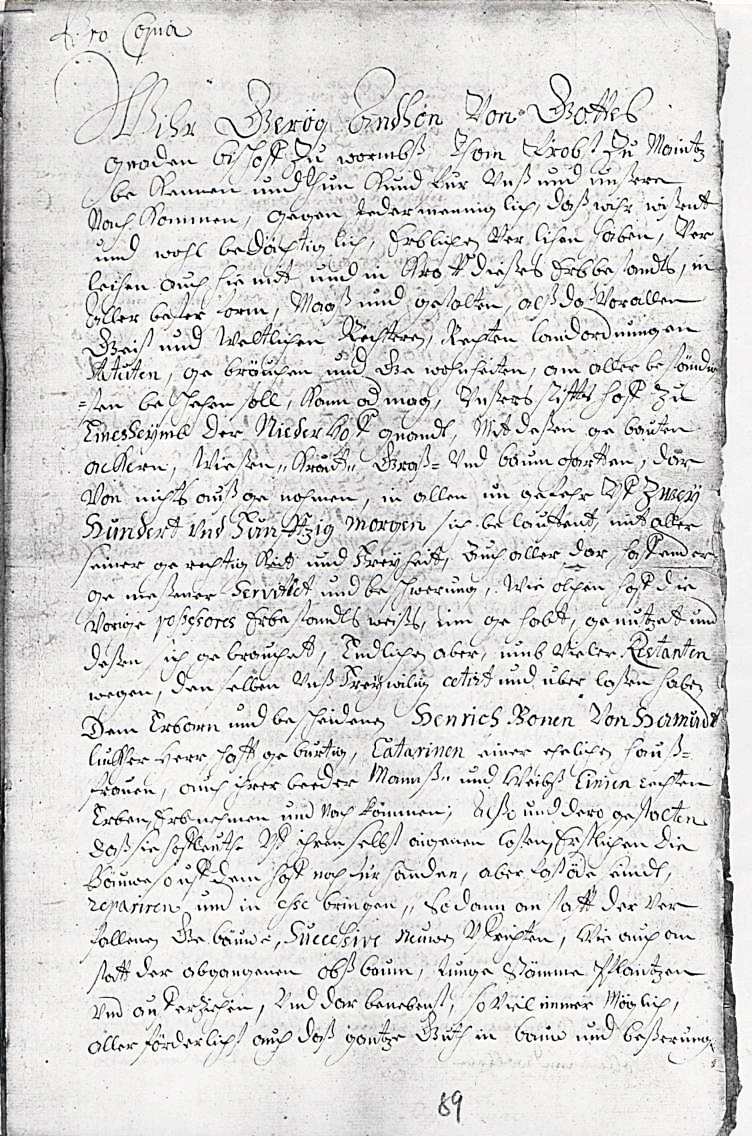
Erbpachtvertrag des Bischofs von 1651, mit einem Einwanderer aus Flandern, für ein Gut des Hochstiftes in Immesheim. Es wurde 2-jährige Pachtfreiheit und 20-jährige Pachtermäßigung vereinbart, erst ab 1673 musste der volle jährliche Pachtbetrag gezahlt werden. Der Text beginnt: „Wir Geörg Andhon von Gottes Gnaden Bischoff zu Wormbs Dhompropst zu Maintz...“

Georg Anton von Rodenstein (* 29. September 1579; † 30. Oktober 1652 in Mainz) war ein adeliger deutscher Kleriker und von 1629 bis 1652 Fürstbischof von Worms.

## Verwandtschaftliche Verhältnisse
Georg Anton von Rodenstein entstammte der Umstadter Linie des Adelsgeschlechtes von Rodenstein und war Sohn von Georg Otto von Rodenstein und seiner Frau Anna Helena, geborene von Oberstein. Der frühere Wormser Bischof Philipp I. von Rodenstein (1595–1604) war über die väterliche Familienlinie (Rodenstein) der Cousin des Großvaters von Georg Anton von Rodenstein, über die mütterliche Familienlinie (Oberstein) jedoch sein eigener Cousin.

## Leben und Wirken
Seine Erziehung erhielt Georg Anton von Rodenstein bei seinem Onkel, dem Speyerer Domdekan Andreas von Oberstein, der ihn 1594 für ein Kanonikat am Speyerer Dom nominierte.  Oberstein war ein weithin bekannter Reformer im Sinne des Konzils von Trient.
Georg Anton von Rodenstein studierte in Douai, Poitiers, Rom und Siena. 1610 erhielt er die Priesterweihe. Ab 1609 war er Domherr in Worms, seit 1622 dort auch Kustos. 1612 erhielt er eine Domherrenstelle in Mainz, 1634 wurde er Mainzer Domdekan, 1638 auch Dompropst. Von 1622 an amtierte er überdies als Domdekan in Speyer. Zudem hatte er ein Kanonikat und war Propst am Stift St. Alban vor Mainz.

1629, während des Dreißigjährigen Krieges, wurde Georg Anton von Rodenstein zum Bischof von Worms gewählt, ein Amt, das er wegen der Zeitumstände nur ungern übernahm und von 1630 bis 1652 innehatte. Schon 1630 musste der Bischof vor den anrückenden Schweden aus Worms fliehen und die römisch-katholische Seelsorge in der Stadt wurde allein durch zwei Kapuziner aufrechterhalten. Nach der Rückkehr des Oberhirten 1635 belohnte er den Orden damit, dass er ihn in Worms dauerhaft ansiedelte und auch sonst in seinem Wirkungskreis nachhaltig förderte.
Anlässlich des von Papst Urban VIII. wegen des Krieges für Deutschland ausgerufenen außerordentlichen Heiligen Jahres nahm Georg Anton von Rodenstein, am 27. Mai 1634, mit anderen aus ihren Bistümern vertriebenen Oberhirten, an einer großen Fest- und Bittprozession in Köln teil. Rodenstein war ein pflichteifriger Bischof, der aber wegen der kriegerischen Zeitläufte nur eingeschränkt wirken konnte und sein Bistum öfter verlassen musste. Nach Ende des Krieges förderte er zugewanderte Katholiken, denen er oft großzügig die Pacht auf den meist verwüsteten Gütern des Wormser Hochstiftes stundete.
Der Bischof starb am 30. Oktober 1652 in Mainz und wurde im dortigen Dom beigesetzt. Dort ruht er in der Bonifatiuskapelle, vor dem Altar, den er selbst gestiftet hatte.